# Maison du Goulet
La maison du Goulet est un édifice situé au sud de Prayssas, en France.

## Localisation
L'édifice est située dans le département français de Lot-et-Garonne, sur la commune de Prayssas.

## Historique
La maison dite "du Goulet" a été construite au XVIe siècle. Une cheminée du logis porte la date de 1559.
Une façade à galerie a été ajoutée devant la façade principale du bâtiment initial au début du XVIIe siècle avec une tour servant de pigeonnier côté sud. 
La maison a été transformée en ferme au XVIIIe siècle et XIXe siècle avec ses communs disposés autour d'une cour qui était autrefois fermée : grange, four à pain, étable.
L'édifice est inscrit au titre des monuments historiques le 15 février 2008.